# Michael Owen Jackels
Michael Owen Jackels (Rapid City, Dakota del Sur, 13 de abril de 1954) es un sacerdote católico estadounidense que fue Arzobispo de Dubuque en Iowa desde 2013 hasta 2023, anteriormente fue el décimo obispo de la Diócesis de Wichita en Kansas. Jackels recibió la ordenación episcopal en la Iglesia de Santa María Magdalena en Wichita el 4 de abril de 2005.

## Educación y primeros años
Nació en Rapid City, Dakota del Sur el 13 de abril de 1954. Como hijo de un padre militar su familia se mudó mucho durante su niñez a lugares como Wyoming, California y luego España antes de establecerse en Nebraska donde completó sus estudios de secundaria. Cuando era joven se sintió inclinado a practicar el budismo hasta que trabajando como lavaplatos un protestante le regaló una copia del nuevo testamento el cual le convenció de convertirse a la Iglesia Católica. En 1975 Jackels ingresó a la Universidad de Nebraska Lincoln para estudiar filosofía. En 1981 completó su maestría en Teología en el Seminario de María en Maryland.

## Sacerdocio
Después de completar su maestría en teología, Jackels fue un sacerdote ordinario que sirvió en la Diócesis de Lincoln Nebraska a partir de 1981. También dio clases en la Pio X High School en Lincoln. De 1982 a 1985 Jackels fue asignado a la Parroquia de Santo Tomás de Aquino en el campus de la Universidad de Nebraska y a la vez siguió enseñando en la High School.  Fue director de vocaciones en la diócesis durante este periodo.
En 1985, realizó estudios de doctorado en la Pontificia Universidad de Santo Tomás de aquino. recibiendo posteriormente el Título de Doctor en Teología sagrada en 1989. Su tesis fue un estudio sobre Santa Catalina de Siena.
Tras completar su doctorado, Jackels regresó a Lincoln y sirvió en la Diócesis como director de educación religiosa por los siguientes 8 años, así como maestro de ceremonias, covicario, y capellán de una escuela de niñas. En 1994, el papa Juan Pablo II lo nombró prelado de Honor recibiendo con esto el título de monseñor a partir de entonces
Monseñor Jackels volvió a Roma en 1997 para trabajar en la Congregación para la Doctrina de la fe dirigida por el entonces Cardenal Joseph Ratzinger. Permaneció en Roma al lado de Ratzinger hasta que fue nombrado Obispo de Wichita en enero de 2005 siendo de los últimos obispos americanos nombrado por Juan Pablo II. El Obispo Thomas Tobin de Providence el 31 de marzo de 2005 y el Obispo Edward Braxton de Belleville, Illinois el 15 de marzo fueron los últimos nombrados por Juan Pablo II.

## Episcopado

### Obispo de Wichita
El 4 de abril de 2005 recibió la Ordenación episcopal consagrado por el Arzobispo Joseph Fred Naumann de Kansas City, Kansas en medio de la conmoción mundial por la muerte de Juan Pablo II fallecido apenas 2 días antes.
El Obispo Jackels se unió a otros 3 obispos de Kansas en una carta pastoral para oponerse al aborto y la investigación de células madre así como contra el matrimonio de personas del mismo sexo. Él se opone a la pena de muerte.
También es un activo promotor de la educación católica y ayudó a establecer donaciones para ayudar a financiar escuelas católicas en su diócesis. Esta diócesis tiene 48 seminaristas, uno de los más altos números de seminaristas per cápita de las Diócesis Católicas de los Estados Unidos.

### Arzobispo de Dubuque
El 8 de abril de 2013, el Papa Francisco nombró a Jackels como Arzobispo de Dubuque. A inicios del año 2019 fue hospitalizado por un infarto, 6 meses después regresó a sus labores ministeriales. El 4 de abril de 2023 el papa Francisco aceptó su renuncia presentada por motivos de salud, nombrando como administrador apostólico a Richard E. Pates.